# Челіщев Іван Алферович
Челіщев Іван Алферович — член («от великороссийских») тимчасового Правління гетьманського уряду (з 1745 по 1750 рр.)
Родина Челіщевих походить із Калузьких дворян

## Служба в Глухові
З 1745 р. призначений членом Правління гетьманського уряду. Крім нього, в уряді («от великороссийских») у Глухові працювали бригадир Ільїн Іван Кондратович (1688—1747) та полковник Ізвольський Олексій Петрович.
Двічі, в 1747 та в червні 1749 рр. перепризначається до складу Правління гетьманського уряду. Припинив діяльність на цій посаді у 1750 році після призначення гетьманом Лівобережної України Кирила Розумовського.